# 다이노스 온라인
《다이노스 온라인》은 다양한 공룡으로 사냥을 즐기는 액션 어드벤처 게임이다.

## 게임 소개
다이노스 온라인은 육식공룡인 벨로시랩터, 딜로포사우루스, 콤프소그나투스, 오비랍토르 중 하나의 종족을 선택해 생존을 위해 먹이를 사냥하고, 다른 공룡 종족과의 전투에서 살아남으면서 성장하는 게임이다. 대부분의 공룡게임들이 공룡들을 사냥하는 인간의 관점에서 게임이 진행되었다면, 이 게임은 플레이어가 공룡이 되어 고대에 생존했던 동물들과 곤충, 그리고 쥬라기시대의 생존했던 엄청난 종류의 공룡들을 사냥하고 전투를 즐길 수 있다는 점이 매력이다.

## 게임 특징
- 게임을 시작할 때, Dilophosaurus(딜로포사우루스), Compsognathus(콤프소그나투스), Oviraptor(오비랍토르), Velociraptor(벨로시랩터) 종족 중 하나를 선택할 수 있다.
- 육식공룡인 벨로시랩터, 티라노사우루스들과 초식공룡인 아파토사우루스, 트리케라톱스 등, 중생대 생존했던 엄청난 종류의 공룡들을 만날 수 있다.
- 사냥에 성공하면, 주변에 있는 같은 종족의 공룡들도 함께 경험치를 받게 된다.
- 총 13개의 다양한 특성과 지형을 가진 장소(Map)에서 펼쳐지는 사냥의 즐거움을 느낄 수 있다.
- 소환기능을 통해 자기 종족의 공룡들을 불러올 수 있다.
- 게임 초반에 동일 캐릭터로 30번 죽게 되면, 종족마다 다른 거대 공룡으로 잠깐 동안 변신한다.
- 킹콩필드(King kong Field)에서는 거대 킹콩을 만날 수 있다. 사냥에 성공하여, 마지막으로 타격을 입힐 경우 티라노사우루스 펫을 보상으로 받을 수 있다.
- 콜로세움 지역에서는 종족에 상관없이 모든 공룡들과 싸울 수 있다(PVP)
- 유성이 떨어진 블랙홀(Black Hole) 지역에서는 4Force online 게임에 출연했던 거대 몬스터(보스)들을 만날 수 있다.
- 스카이랜드(Sky Land)에서 죽어있는 외계 생명체를 먹으면 고릴라로 변신할 수 있다.

## 게임 영상
- Characters of Dinos Online : Dinos Online Start Characters
- Monsters of Dinos Online : Monster of Dinos Online Game
- Dinos Online Playing Video : Dinosaur game_Dinos Onine Play Movie